# Nikanor
Nikanor – imię męskie pochodzenia greckiego, zaczerpnięte z Biblii, z Księgi Machabejskiej. Nikanor był również jednym z pierwszych siedmiu diakonów. Imię jest formą oboczną imienia Nikander, pochodzi od greckiego słowa nikao = „zwyciężam”, czyli oznacza zwycięzca
Nikanor imieniny obchodzi 10 stycznia i 5 czerwca.

## Znane osoby noszące to imię
- Nicanor Duarte Frutos
- Nicanor Zabaleta
- Nikanor (Niesłuchowski)
- Nikanor ze Stagiry

Biskupi
- Nikanor (Anfiłatow)
- Nikanor (Bogunović)
- Nikanor (Browkowicz)
- Nikanor (Grujić)
- Nikanor (Iličić)
- Nikanor (Ivanović)
- Nikanor (Juchimiuk)
- Nikanor (Kamienski)
- Nikanor (Klemientjewski)
- Nikanor (Nadieżdin)
- Nikanor (patriarcha Aleksandrii)
- Nikanor (Popović)
- Nikanor (Ružičić)

## Postacie fikcyjne
- Nikanor Iwanowicz Bosy, postać z powieści Mistrz i Małgorzata Michaiła Bułhakowa
- Nikanor Iwanowicz Anuczkin, postać z komedii Ożenek Nikołaja Gogola